# Lindenkapelle (Oberthürheim)

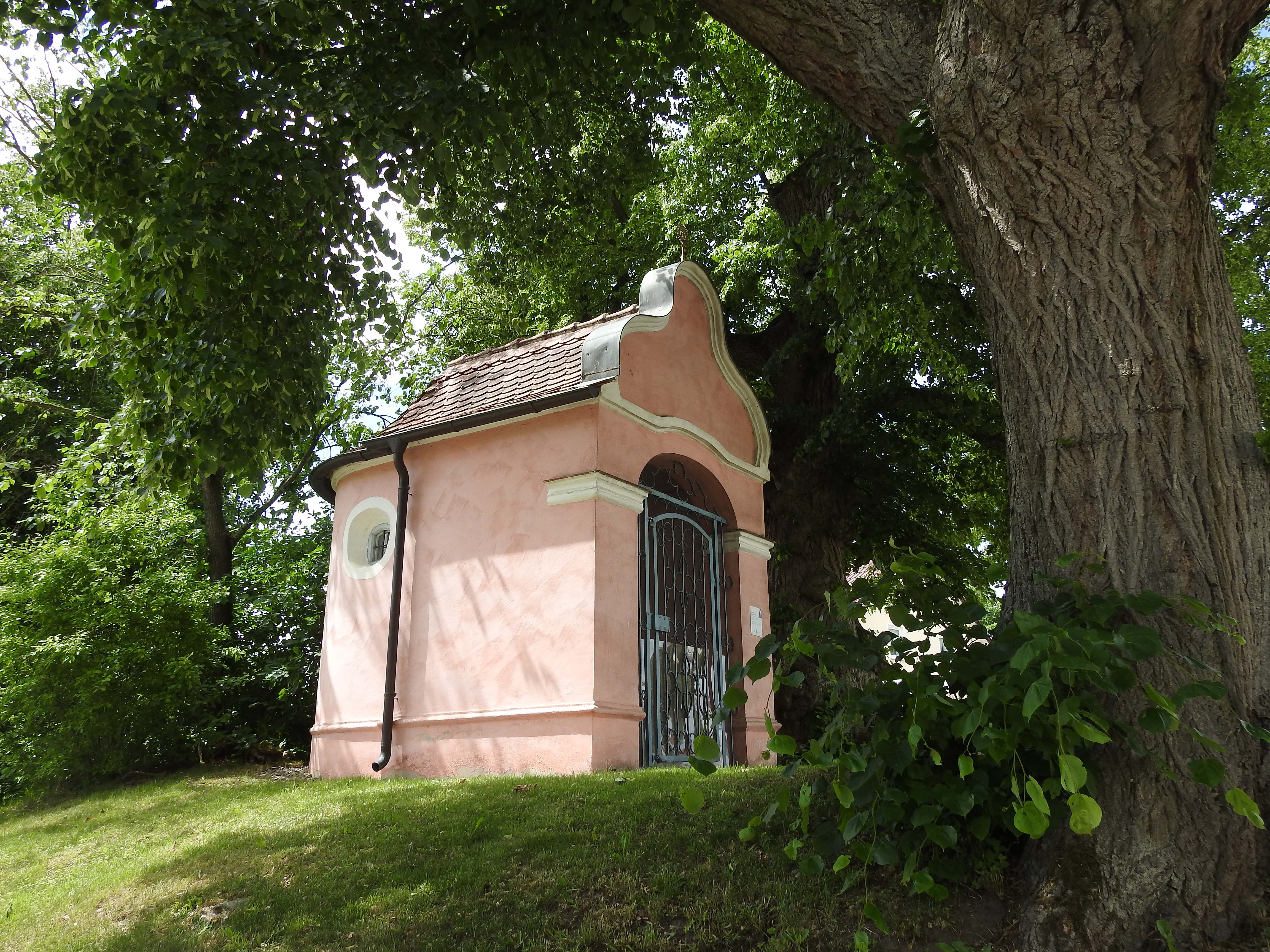
Lindenkapelle in Oberthürheim

Die römisch-katholische Lindenkapelle steht in Oberthürheim, einem Gemeindeteil von Buttenwiesen im schwäbischen Landkreis Dillingen an der Donau von Bayern. Das Bauwerk ist in der Liste der Baudenkmäler in Buttenwiesen als Baudenkmal unter der Nr. D-7-73-122-26 eingetragen.

## Beschreibung
Die Kapelle wurde 1756 erbaut. Sie besteht aus einem im Westen halbrund geschlossenen Langhaus mit einer Fassade im Osten, die über dem Portal mit einem Schweifgiebel abgeschlossen ist.